# Jacqueline Bouchot
Pour les articles homonymes, voir Bouchot.
Jacqueline Marie Louise Joséphine Henriette Bouchot ou Jacqueline Bouchot-Saupique (Paris, 20 juin 1893 - Dole, 3 février 1975,) est une professeure à l'École du Louvre ainsi que la première femme conservatrice au musée du Louvre. Elle devient conservatrice en chef au cabinet des dessins du Louvre.

## Biographie
Jacqueline Bouchot est née à Paris en 1893 de Henri Bouchot, conservateur à la BNF et Claire Chevalier. Son père, d'origine comtoise, meurt en 1906. Son frère Jean Bouchot (1886-1932) est conservateur du musée de Besançon. Elle fréquente l'École nationale supérieure des arts décoratifs et expose au Salon des artistes français. Elle entre à l'École du Louvre et soutient une thèse sur Jean Gigoux en 1919. Parmi les amis de sa famille, Georges Gazier, bibliothécaire en 1903, à la bibliothèque municipale de Besançon.
Elle épouse, le 5 mai 1924 à Paris, Georges Saupique (1889-1961), sculpteur. Ils sont alors domiciliés 105 rue Notre Dame des Champs. Elle devient attachée bénévole au département des peintures, comme assistante de Paul Jamot. De 1940 à 1944, elle assure les fonctions de secrétaire de la Direction des Musées nationaux, auprès de Jacques Jaujard puis elle est nommée, conservatrice le 23 octobre 1945. Elle est nommée professeure du cours d'histoire du dessin à l'École du Louvre de 1955 à 1963. Elle perd son mari à la veille de l'exposition rétrospective au musée Rodin. Elle organise de nombreuses expositions et conférences en France et à l'étranger et écrit de nombreuses publications.

## Distinctions
- Officier d'académie en 1935
- Officière de la Légion d'honneur en 1963, nommée chevalière en 1948
- Médaille de la Résistance française en 1948
- Officier de l'ordre de Nassau en 1954
- Chevalière de l'ordre des Arts et des Lettres en 1957
- Officier de l'Instruction publique en 1958

## Œuvres
- Les volets d'un triptyque du XIVe siècle au musée du Louvre, Paris, Société générale d'Imprimerie et d'Edition, 1929
- Les primitifs français, Formes: revue internationale des arts plastiques, 1931 En ligne
- De Van Eyck à Bruegel. Exposition au Musée de l'Orangerie à Paris en 1935. Catalogue établi par Jacques Dupont et Jacqueline Bouchot-Saupique; Préface de Paul Lambotte; Introduction de Paul Jamot, Angers, Ed. Art et Tourisme, 1935
- Degas [Orangerie des Tuileries, mars-avril 1937] / Préf. de Paul Jamot, etc. / Jacqueline Bouchot-Saupique, Marie Delaroche-Vernet
- La peinture flamande du XVIIe siècle au Musée du Louvre, Bruxelles, Ed. du cercle d'art, 1947
- Le dessin français de Fouquet à Cézanne, Paris, Presses artistiques, 1949
- Le Dessin français... New York, Services culturels de l'ambassade de France, 1953
- Chefs-d'œuvre vénitiens de Paolo Veneziano à Tintoret, Paris, Musée de l'Orangerie, 1954
- Donation de D. David-Weill au Musée du Louvre. Miniatures et émaux. Octobre 1956-janvier 1957 [Introd. par J. Bouchot-Saupique;  Catalogue par Maurice Sérullaz], Paris, Ed. des Musées nationaux, 1957
- Les dessins français dans les collections américaines : de Clouet à Matisse [Catalogue de l'exposition Musée de l'Orangerie, Paris, 1958-1959, par Helen M. Franc et Xavier Fourcade; traduit de l'anglais par Hélène Baltrusaïtis; préface par Jacqueline Bouchot-Saupique ; avant-propos par William A. M. Burden.; introduction par Agnes Mongan], Paris, Impr. Presses artistiques/Art et Style, 1958